# 秋月氏
秋月氏，是日本氏族之一，始祖是平安時代討伐在伊予國謀反的藤原純友的將領大藏春實。
在日本戰國時代，秋月氏一族是九州的大名，他們生活的地方在明治時代早期一度稱秋月縣（後改組為福岡縣）。他們一直保留華族身份直到戰後。
現在他們生活的地方成為朝倉市的一個區，而他們的後裔多生活在大分縣和東京都。

## 近代文化
大日本帝國海軍有兩艘戰艦以秋月命名。
日本導演黑澤明的電影戰國英豪也是以秋月氏為題材來源。